# Generi di Sphingidae

## A
- Acanthosphinx Aurivillius, 1891
- Acherontia Laspeyres, 1809
- Acosmerycoides Mell, 1922
- Acosmeryx Boisduval, 1875
- Adhemarius Oitiaca, 1939
- Aellopos Hübner, 1819
- Afroclanis Carcasson, 1968
- Afrosataspes Basquin & Cadiou, 1986
- Afrosphinx Carcasson, 1968
- Agnosia Rothschild & Jordan, 1903
- Agrius Hübner, [1819]
- Akbesia Rothschild & Jordan, 1903
- Aleuron Boisduval, 1870
- Altijuba Lachlan, 1999
- Ambulyx Westwood, 1847
- Amorpha Hübner, 1809
- Ampelophaga Bremer & Grey, 1853
- Amphimoea Rothschild & Jordan, 1903
- Amphion Hübner, 1819
- Amphonyx Poey, 1832
- Amplypterus Hübner, 1819
- Anambulyx Rothschild & Jordan, 1903
- Andriasa Walker, 1856
- Angonyx Boisduval, 1874
- Antinephele Holland, 1889
- Apocalypsis Rothschild & Jordan, 1903
- Atemnora Rothschild & Jordan, 1903
- Avinoffia Clark, 1929

## B
- Baniwa Lichy, 1981
- Barbourion Clark, 1934
- Basiothia Walker, 1856
- Batocnema Rothschild & Jordan, 1903

## C
- Cadiouclanis Eitschberger, 2007
- Callambulyx Rothschild & Jordan, 1903
- Callionima Lucas, 1857
- Callosphingia Rothschild & Jordan, 1916
- Cautethia Grote, 1865
- Cechenena Rothschild & Jordan, 1903
- Centroctena Rothschild & Jordan, 1903
- Cephonodes Dalman, 1816
- Ceratomia Harris, 1839
- Ceridia Rothschild & Jordan, 1903
- Chaerocina Rothschild & Jordan, 1903
- Chloroclanis Carcasson, 1968
- Cizara Walker, 1856
- Clanidopsis Rothschild & Jordan, 1903
- Clanis Hübner, 1819
- Clarina Tutt, 1903
- Cocytius Hübner, [1819]
- Coelonia Rothschild & Jordan, 1903
- Coenotes Rothschild & Jordan, 1903
- Coequosa Walker, 1856
- Compsulyx Holloway, 1979
- Craspedortha Mell, 1922
- Cypa Walker, 1865
- Cypoides Matsumura, 1921

## D
- Daphnis Hübner, 1819
- Dahira Moore, 1888
- Daphnusa Walker, 1856
- Darapsa Walker, 1856
- Dargeclanis Eitschberger, 2007
- Degmaptera Hampson, 1896
- Deidamia (zoologia) Clemens, 1859
- Deilephila Laspeyres, 1809
- Dolba Walker, 1856
- Dolbina Staudinger, 1877
- Dolbogene Rothschild & Jordan, 1903
- Dovania Rothschild & Jordan, 1903

## E
- Elibia Walker, 1856
- Ellenbeckia Rothschild & Jordan, 1903
- Enpinanga Rothschild & Jordan, 1903
- Enyo Hübner, 1819
- Erinnyis Hübner, 1819
- Euchloron Boisduval, 1875
- Eumorpha Hübner, [1807]
- Eupanacra Cadiou & Holloway, 1989
- Euproserpinus Grote & Robinson, 1865
- Eupyrrhoglossum Grote, 1865
- Euryglottis Boisduval, [1875]
- Eurypteryx Felder, 1874

## F
- Falcatula Carcasson, 1968

## G
- Giganteopalpus Huwe, 1895
- Gnathothlibus Wallengren, 1858
- Grillotius Rougeot, 1973
- Griseosphinx Cadiou & Kitching, 1990
- Gynoeryx Carcasson, 1968

## H
- Hayesiana Fletcher, 1982
- Hemaris Dalman, 1816
- Hemeroplanes Hübner, 1819
- Himantoides Butler, 1876
- Hippotion Hübner, 1819
- Hopliocnema Rothschild & Jordan, 1903
- Hoplistopus Rothschild & Jordan, 1903
- Hyles Hübner, 1819
- Hypaedalea Butler, 1877

## I
- Ihlegramma Eitschberger, 2003
- Imber Moulds, Tuttle & Lane, 2010
- Isognathus Felder & Felder, 1862
- Isoparce Rothschild & Jordan, 1903

## K
- Kentrochrysalis Staudinger, 1887
- Kloneus Skinner, 1923

## L
- Langia Moore, 1872
- Laothoe Fabricius, 1807
- Lapara Walker, 1856
- Larunda Kernbach, 1954
- Leptoclanis Rothschild & Jordan, 1903
- Leucomonia Rothschild & Jordan, 1903
- Leucophlebia Westwood, 1847
- Leucostrophus Rothschild & Jordan, 1903
- Likoma Rothschild & Jordan, 1903
- Lintneria Butler, 1876
- Litosphingia Jordan, 1920
- Lomocyma Rothschild & Jordan, 1903
- Lophostethus Butler, 1876
- Lycosphingia Rothschild & Jordan, 1903

## M
- Maassenia Saalmüller, 1884
- Macroglossum Scopoli, 1777
- Macropoliana Carcasson, 1968
- Madoryx Boisduval, 1875
- Malgassoclanis Carcasson, 1968
- Manduca Hübner, [1807]
- Marumba Moore, 1882
- Megacorma Rothschild & Jordan, 1903
- Meganoton Boisduval, [1875]
- Micracosmeryx Mell, 1922
- Microclanis Carcasson, 1968
- Microsphinx Rothschild & Jordan, 1903
- Mimas Hübner, 1819
- Monarda Druce, 1896
- Morcocytius Eitschberger, 2006
- Morwennius Cassidy, Allen & Harman, 2002

## N
- Nannoparce Rothschild & Jordan, 1903
- Neoclanis Carcasson, 1968
- Neococytius Hodges, 1971
- Neogene Rothschild & Jordan, 1903
- Neogurelca Hogenes & Treadaway, 1993
- Neopolyptychus Carcasson, 1968
- Nephele Hübner, 1819
- Nyceryx Boisduval, 1875

## O
- Odontosida Rothschild & Jordan, 1903
- Oligographa Rothschild & Jordan, 1903
- Opistoclanis Jordan, 1929
- Oplerclanis Eitschberger, 2007
- Orecta Rothschild & Jordan, 1903
- Oryba Walker, 1856

## P
- Paonias Hübner, 1819
- Pachygonidia Fletcher, 1982
- Pachylia Walker, 1856
- Pachylioides Hodges, 1971
- Pachysphinx Rothschild & Jordan, 1903
- Panogena Rothschild & Jordan, 1903
- Pantophaea Jordan, 1946
- Paratrea Grote, 1903
- Parum Rothschild & Jordan, 1903
- Pentateucha Swinhoe, 1908
- Pergesa Walker, 1856
- Perigonia Herrich-Schäffer, 1854
- Phanoxyla Rothschild & Jordan, 1903
- Philodila Rothschild & Jordan, 1903
- Phryxus Hübner, 1819
- Phyllosphingia Swinhoe, 1897
- Phylloxiphia Rothschild & Jordan, 1903
- Pierreclanis Eitschberger, 2007
- Platysphinx Rothschild & Jordan, 1903
- Poliana Rothschild & Jordan, 1903
- Poliodes Rothschild & Jordan, 1903
- Polyptychoides Carcasson, 1968
- Polyptychopsis Carcasson, 1968
- Polyptychus Hübner, 1819
- Praedora Rothschild & Jordan, 1903
- Proserpinus Hübner, 1819
- Protaleuron Rothschild & Jordan, 1903
- Protambulyx Rothschild & Jordan, 1903
- Pseudandriasa Carcasson, 1968
- Pseudenyo Holland, 1889
- Pseudoangonyx Eitschberger, 2010
- Pseudoclanis Rothschild, 1894
- Pseudococytius Eitschberger, 2006
- Pseudodolbina Rothschild, 1894
- Pseudopolyptychus Carcasson, 1968
- Pseudosphinx Burmeister, 1856
- Psilogramma Rothschild & Jordan, 1903

## R
- Rethera Rothschild & Jordan, 1903
- Rhadinopasa Karsch, 1891
- Rhodoprasina Rothschild & Jordan, 1903
- Rhagastis Rothschild & Jordan, 1903
- Rhodafra Rothschild & Jordan, 1903
- Rhodambulyx Mell, 1939
- Rufoclanis Carcasson, 1968

## S
- Sagenosoma Jordan, 1946
- Sataspes Moore, 1858
- Smerinthulus Huwe, 1895
- Smerinthus Latreille, 1802
- Sphecodina Blanchard, 1840
- †Sphingidites Kernbach, 1967
- Sphingonaepiopsis Wallengren, 1858
- Sphingulus Staudinger, 1887
- Sphinx Linnaeus, 1758
- Stolidoptera Rothschild & Jordan, 1903
- Synoecha Rothschild & Jordan, 1903

## T
- Temnora Walker, 1856
- Temnoripais Rothschild & Jordan, 1903
- Tetrachroa Rothschild & Jordan, 1903
- Thamnoecha Rothschild & Jordan, 1903
- Theretra Hübner, 1819
- Tinostoma Rothschild & Jordan, 1903
- Trogolegnum Rothschild & Jordan, 1903

## U
- Unzela Walker, 1856

## V
- Viriclanis Aarvik, 1999

## X
- Xanthopan Rothschild & Jordan, 1903
- Xenosphingia Jordan, 1920
- Xylophanes Hübner, 1819

## Z
- Zacria Haxaire & Melichar, 2003